# فرودگاه لنگلی ریجنل
فرودگاه لنگلی ریجنل  (به انگلیسی: Langley Regional Airport) یک فرودگاه همگانی آسفالت است که یک باند فرود ۶۴۰ دارد و طول باند آن ۲۱۰۰ متر است. این فرودگاه در Langley, British Columbia (district municipality) کشور کانادا قرار دارد و در ارتفاع ۳۴ متری از سطح دریا واقع شده است.